# Eladio Zárate
Eladio Zárate (Alberdi, 14 gennaio 1942) è un ex calciatore paraguaiano, di ruolo attaccante.

## Carriera

### Club
Durante la sua carriera ha giocato con numerose squadre di club.

## Palmarès

### Club

#### Competizioni nazionali
- Campionato paraguaiano: 1

Olimpia: 1962